# Gabrielle Zevin
Gabrielle Zevin, née le 24 octobre 1977, est une autrice et scénariste américaine.

## Filmographie
- Alma Mater, 2002
- Conversation(s) avec une femme (Conversations with Other Women), 2005
- Memoirs of a Teenage Amnesiac (誰かが私にキスをした), 2010
- The Storied Life of A. J. Fikry, 2022

## Nominations et récompenses
- Prix Otherwise :
  - 2005 : nommée pour Margarettown
- Goodreads Choice Awards :
  - 2014 : nommée pour The Storied Life of A.J. Fikry
  - 2017 : nommée pour Young Jane Young
  - 2022 : remporte le prix pour Tomorrow, and Tomorrow, and Tomorrow